# Iglesia de San Bartolomé (Jaén)
La iglesia de San Bartolomé, situada en la ciudad española de Jaén, es una de las más antiguas de la misma, ya que fue constituida como parroquia en el siglo XIV y construida entre los siglos XVI y XVIII.
En este templo es sede canónica de la Hermandad de la Expiración, que realiza su estación de penitencia en el Jueves Santo de la Semana Santa de Jaén, y de la Ilustre Cofradía de la Virgen del Carmen y de Ánimas.

## Localización

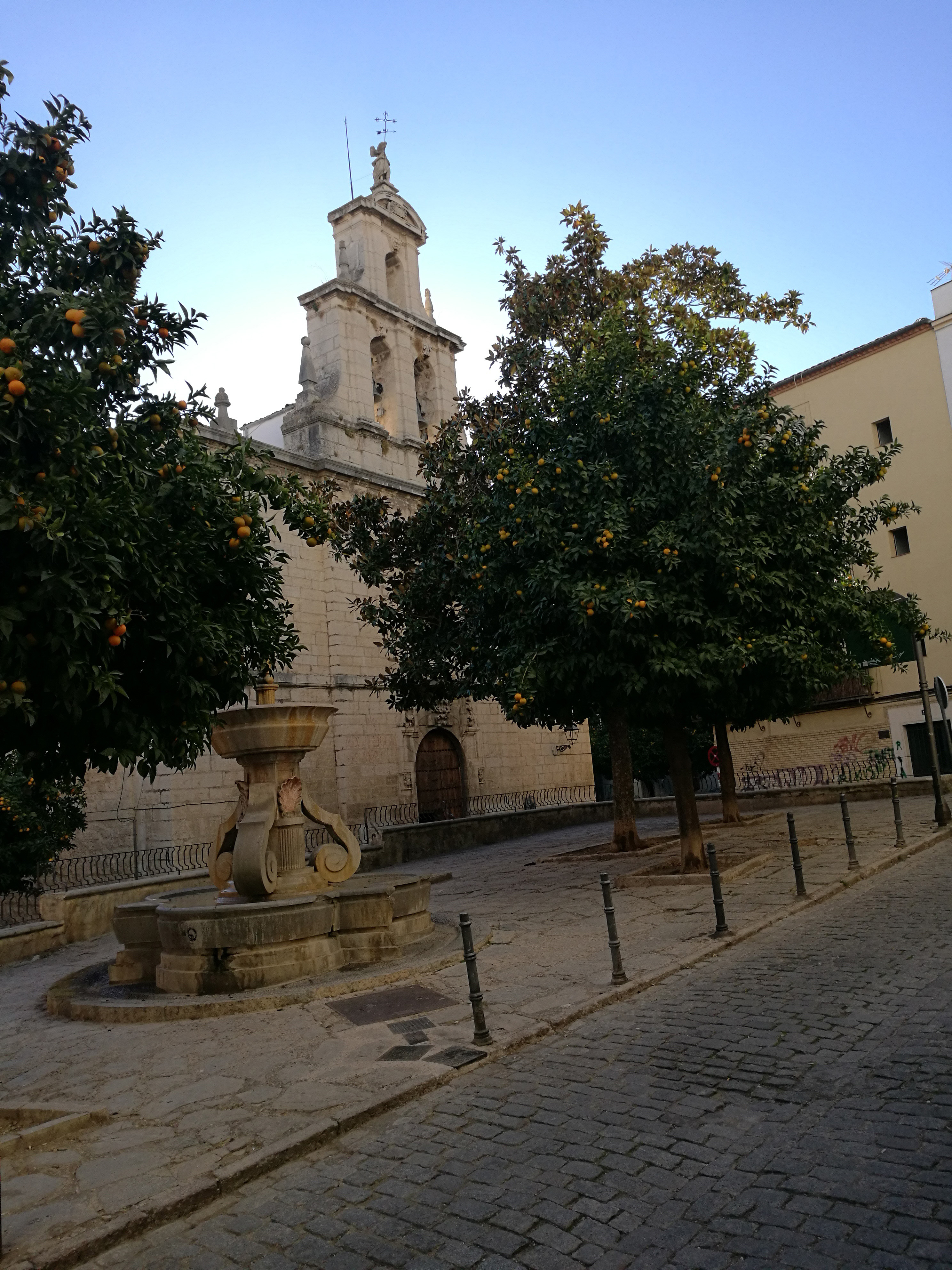
Plaza de San Bartolomé

Se encuentra ubicada en el casco antiguo de la ciudad, en la plaza de su mismo nombre, un rincón del casco antiguo. Es una plaza irregular a la que se unen otras dos plazuelas más pequeñas. Presenta una pronunciada pendiente que se suaviza con cantones de piedra. Está delimitada por una serie de edificios señoriales entre los que destaca la Casa del Conde de Águila, también conocida como la Casa del miedo.

## Arquitectura

### Exterior
La fachada principal se atribuye a Eufrasio López de Rojas, y está fechada en el último tercio del siglo XVII; es muy sencilla, formada por un arco de medio punto, y en el segundo cuerpo muestra una hornacina con talla del santo titular, rematándose con frontón triangular. Se corona la fachada con una espadaña terminada en frontón curvo.
El muro septentrional fue reedificado en 1892, presentando ventanas neogóticas, mientras que el meridional y la cabecera han quedado expuestos al derribar el edificio contiguo.

### Interior
Su interior es mudéjar, de planta basilical de pequeñas proporciones, consta de tres naves separadas por tres arcos apuntados que apoyan en gruesas columnas, el ábside en circular. Destaca a un lado una pila bautismal de cerámica verde vidriada con inscripciones góticas, del siglo XV, en estilo gótico-mudéjar. En el centro, sobresale un magnífico retablo en su Altar Mayor, obra atribuida al entallador Sebastián de Solís, datado en el siglo XVI. A la derecha, se encuaentra la imagen del Cristo de la Expiración, realizada por José de Medina en el siglo XVIII y considerada una de las mejores tallas de crucificados de Jaén. A la izquierda, la capilla del Santísimo y la Virgen del Carmen.
Se cubre con una impresionante armadura de par y nudillo mudéjar.